# Micronema hexapterus
Micronema hexapterus es una especie de peces de la familia Siluridae en el orden de los Siluriformes.

## Morfología
• Los machos pueden llegar alcanzar los 24 cm de longitud total.

## Distribución geográfica
Se encuentra desde Tailandia hasta Indonesia.